# Port lotniczy Capitan Anibal Arab
Port lotniczy Capitan Anibal Arab – port lotniczy zlokalizowany w boliwijskim mieście Cobija.